# 1564 en France
Chronologie de la France
- 1560
- 1561
- 1562
- 1563
- 1564
- 1565
- 1566
- 1567
- 1568

## Événements
- 5 janvier : le jugement du meurtre du duc de Guise est ajourné pour trois ans par un arrêt du conseil privé[1]. Catherine de Médicis éloigne les Guise (ultra-catholiques) et les Châtillon-Coligny (huguenots) du Conseil au début de l’année. Elle s’entoure de fidèles modérés (Michel de L’Hospital, les évêques Monluc et Morvilliers) renforcé par de grands seigneurs (le cardinal de Bourbon, Montmorency).
- 24 janvier : voyage de la Cour à travers la France[2] (fin en juillet 1566) ; Fontainebleau, Troyes, Bar-le-Duc, vallée du Rhône, Provence, Montpellier, Carcassonne, Toulouse (hiver 1565), Bayonne, Charente, Vallée de la Loire, Bourbonnais[3].

- 13-14 février : fêtes somptueuses organisées à Fontainebleau par Catherine de Médicis pour son fils Charles IX, à l’occasion du carnaval[4].
- 22 février : ouverture du collège jésuite de Clermont à Paris ; la Sorbonne s’y oppose le 20 octobre et intente un procès à la Compagnie de Jésus (mars 1565), en vain[5]. Le collège compte 1300 élèves externes et 300 internes vers 1580.
- 23 mars : la Cour entre à Troyes[3].
- 11 avril : signature du traité de Troyes entre la France et l'Angleterre, cette dernière renonce à toute prétention territoriale sur le continent[6].

- 1er mai : la Cour est à Bar-le-Duc[3].
- 31 mai : la Cour est à Chalon-sur-Saône[3].

- 12 juin : Sampiero Corso débarque en Corse avec l’aide de Catherine de Médicis[7].

- 13 juin : Charles IX entre à Lyon, il y reçoit entre autres le duc de Savoie (4 juillet) ; il est obligé de quitter la ville le 9 juillet à cause d’une épidémie de peste[8] ; il se rend d’abord à Crémieu, puis revient dans la vallée du Rhône et s’installe au château de Roussillon (17 juillet)[3].

- 30 juin : fondation de Fort Caroline par René de Goulaine de Laudonnière[9].

- 9 août : promulgation de l’Édit de Roussillon, édit du roi Charles IX stipulant notamment que l’année, en France, débutera désormais le 1er janvier, au lieu du jour de Pâques, comme c’était le cas depuis plusieurs siècles. Il s’agit en fait d’une déclaration complétant l’édit donné à Paris au début de janvier pour le règlement de la justice et de la police du royaume[10]. L’acte d’enregistrement par le Parlement de Paris date du 19 décembre[11]. Par cet édit et par l’ordonnance de Moulins de 1566, Michel de L’Hospital commence la réforme administrative du royaume.

- 24 septembre : la Cour est à Avignon[3].

- 16 octobre : la Cour entre en Provence à Châteaurenard[3].
- 28 octobre-2 novembre : la Cour est à Hyères[3].
- 2 novembre : la Cour est à Toulon[3].
- 6 novembre : la Cour est à Marseille[3].

- 7 décembre : Charles IX vient avec sa mère Catherine de Médicis, à Tarascon[3] où pendant trois jours de grandes fêtes sont donnés en leurs honneurs. Puis tous les deux vont prier au tombeau de sainte Marthe[12]. Le 11 décembre, le roi passe le Rhône et entre en Languedoc[3].
- 12 décembre : le roi visite le Pont du Gard, puis Nîmes[3].
- 17 décembre : la Cour est à Montpellier où elle passe les fêtes de Noël[3].
- 20 décembre : début d’un hiver rigoureux. À Noël, les vignes et les noyers gèlent à mort à Provins[13].

## Naissances en 1564
- x

## Décès en 1564
- x